# Veldhuizen (Ede)

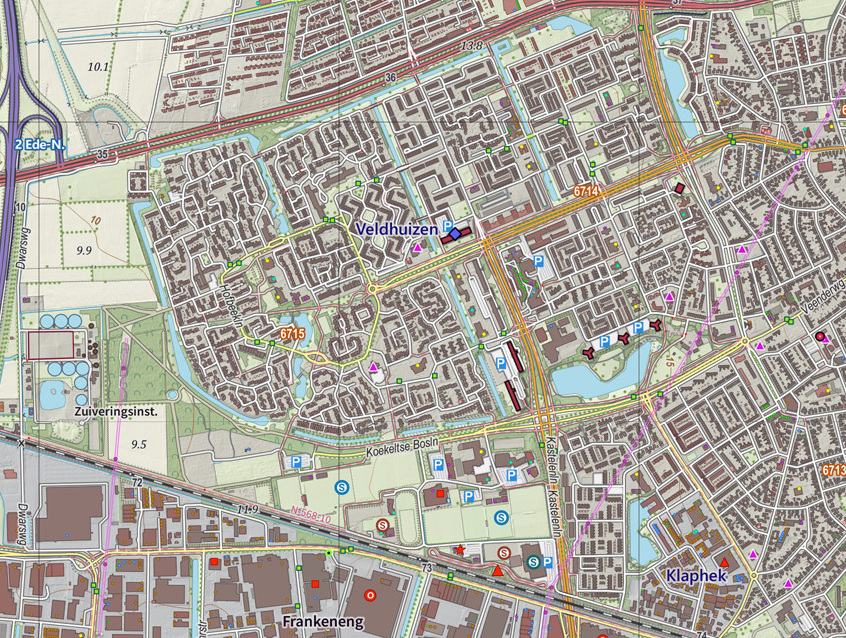
Veldhuizen-Klaphek (2014)

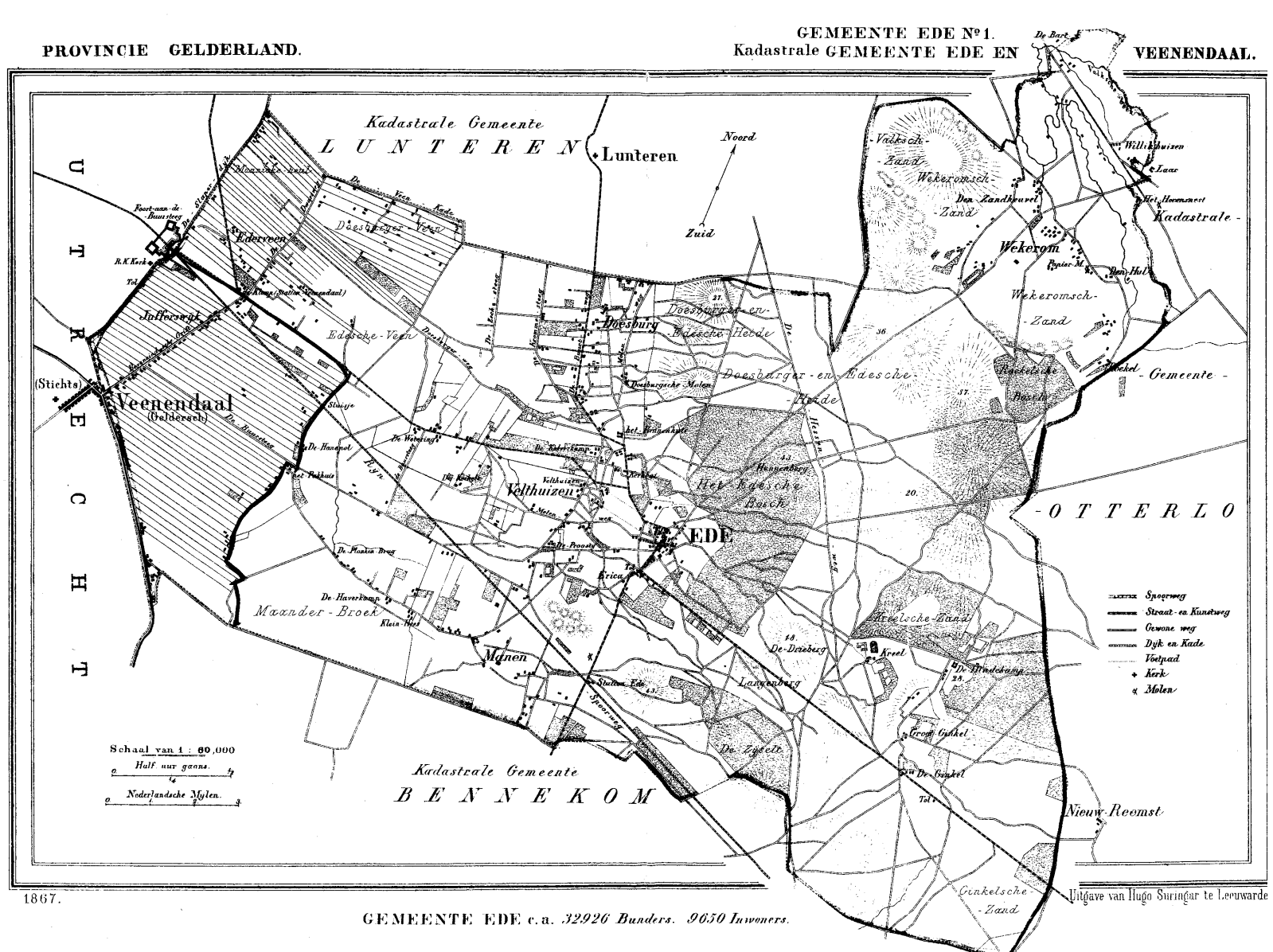
Kaart van Ede uit 1867 met de historische buurten Doesburg, Velthuizen en Manen

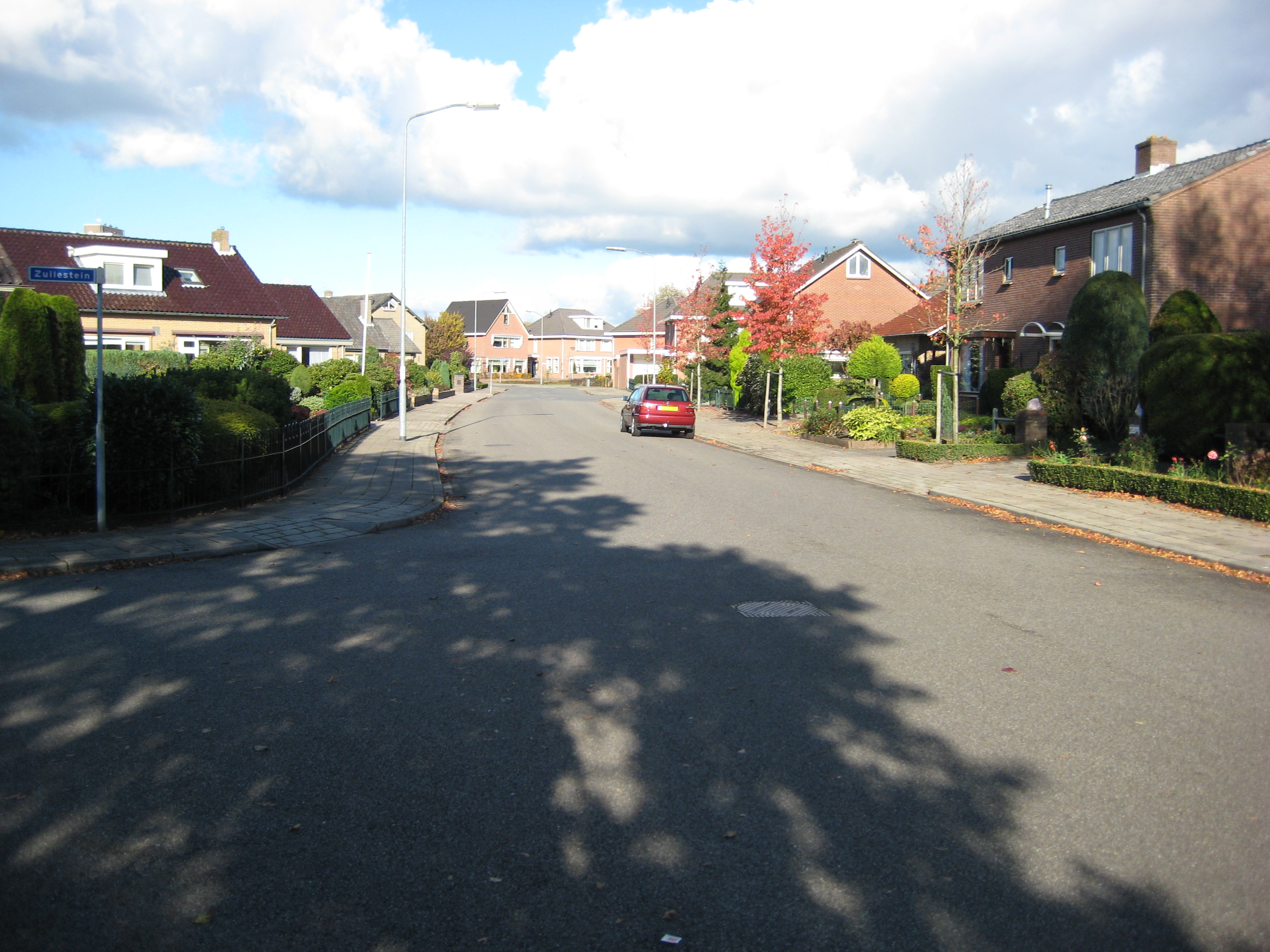
Hoek Proosdijweg-Zuilenstein aan de oostelijke rand van Veldhuizen A

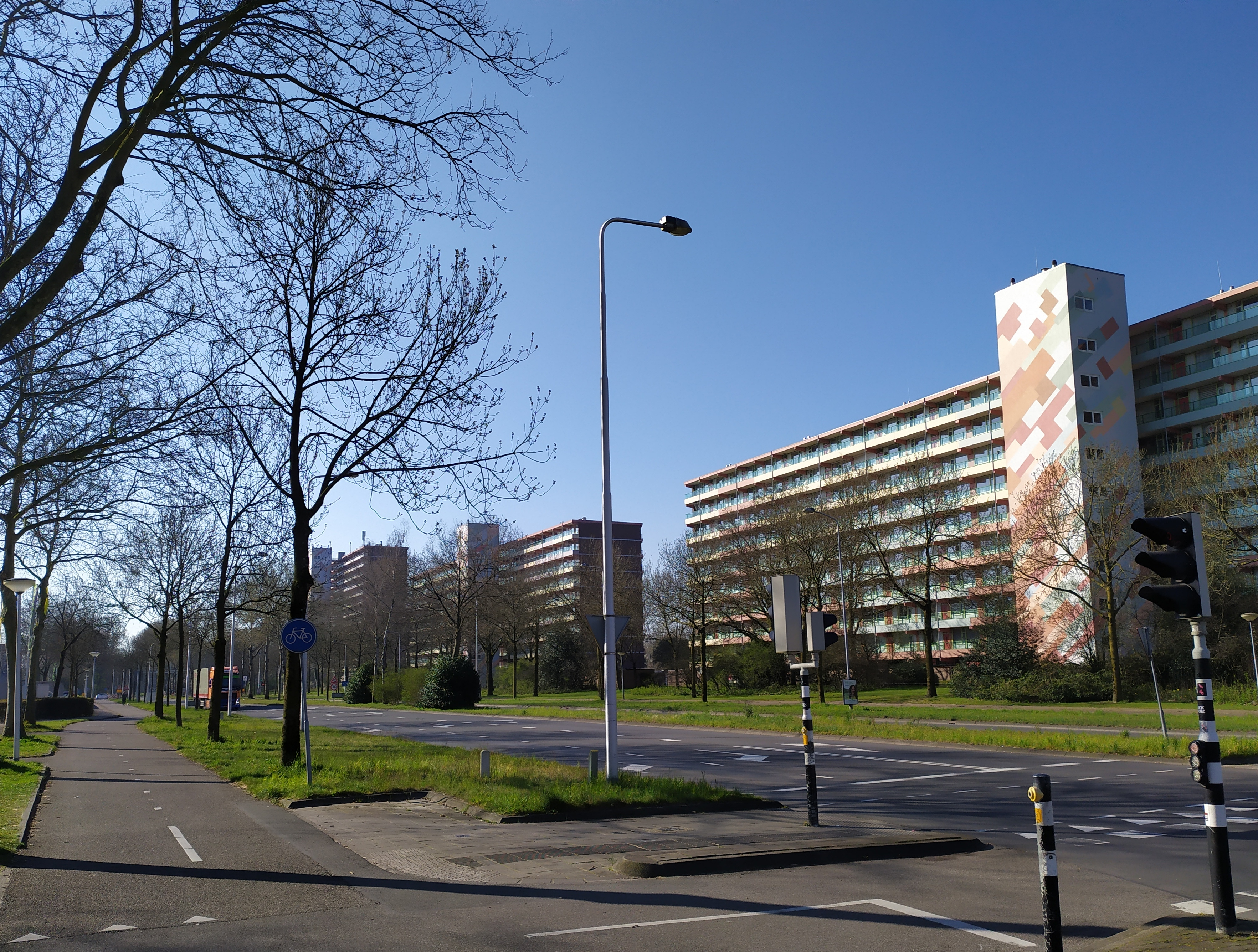
Hoogbouw langs de Kastelenlaan (2020)

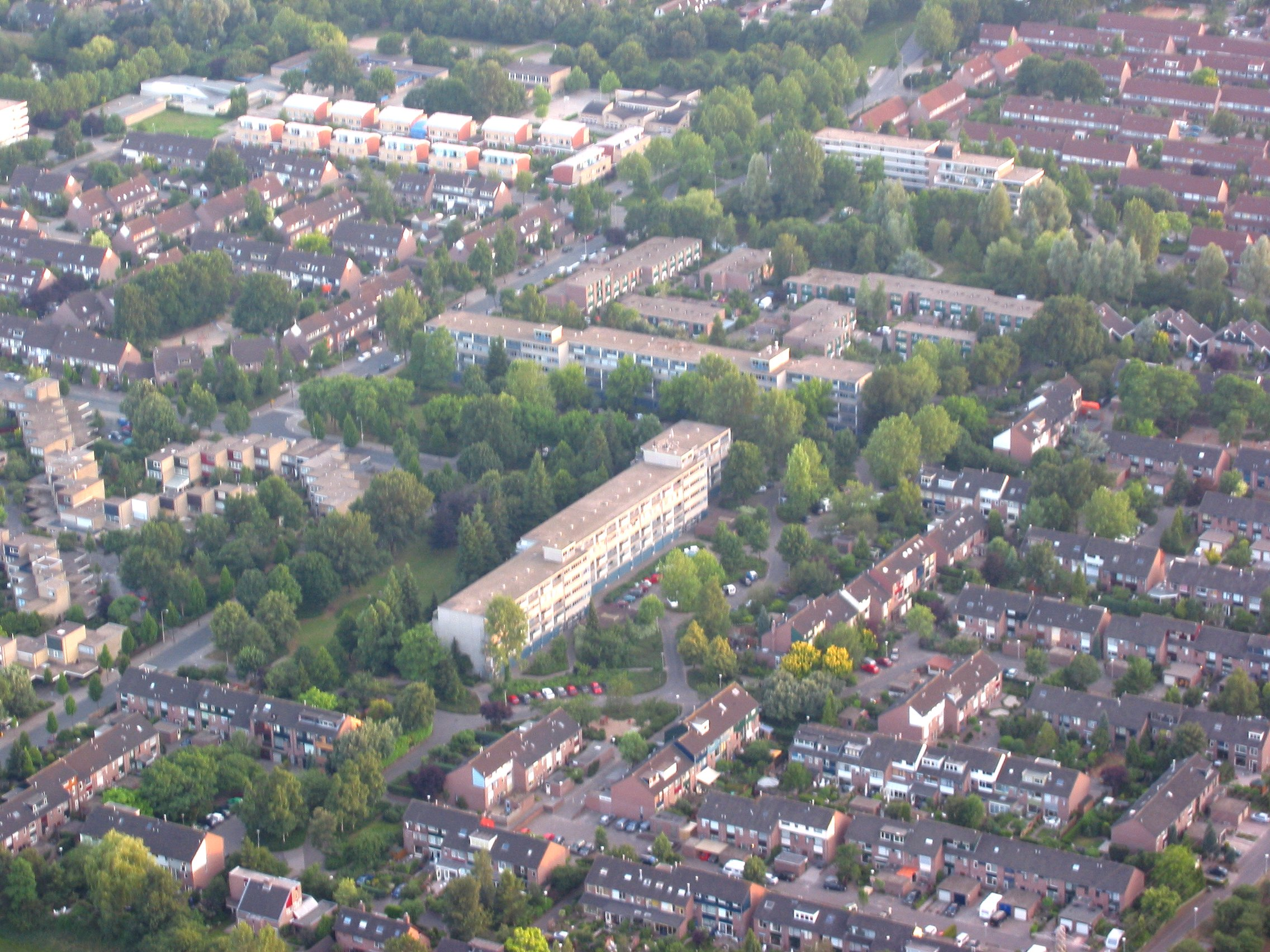
Een gedeelte van Veldhuizen B in 2003

Veldhuizen is een wijk in het noordwesten van de Gelderse plaats Ede. Ook de buurt Klaphek wordt tot de wijk Veldhuizen gerekend. De wijk wordt begrensd door de Oude Rijksweg (N224) in het noorden, de Proosdijerveldweg/Veenderweg/Klaphekweg in het oosten en de spoorlijn Utrecht – Arnhem in het zuiden. Veldhuizen is opgedeeld in twee delen, Veldhuizen A en Veldhuizen B.

## Geschiedenis
Ede-Veldhuizen is in de Middeleeuwen ontstaan als een buurschap buiten het dorp Ede. De inwoners van de buurt droegen onder andere zorg voor onderhoud van de wegen en de waterhuishouding. De buurschap werd bestuurd door de geërfden van de buurt en stond onder leiding van de "Buurtrichter". In de buurspraken werd regelgeving opgesteld, de zogenaamde "keuren", die werden uitgevoerd door de "Buurtmeesters". In Veldhuizen waren er vier buurtmeesters. Twee uit de buurt en twee uit het dorp Ede. Handhaving geschiedde door de "Buurtscheuter", die overtredingen mocht beboeten. De "Buurtschrijver" deed verslag van de buurtspraken en overige correspondentie. Het oudst bewaard gebleven Buurtboek van Ede-Veldhuizen begint in het jaar 1596. Het gebied van de buurt Ede-Veldhuizen was veel uitgestrekter dan de tegenwoordige woonwijk. De buurt is de enige Edese buurschap waarvan de organisatie tegenwoordig nog bestaat, al heeft de buurt tegenwoordig nauwelijks nog bezit. Het moet vooral worden gezien als een stuk cultureel erfgoed. In het verleden werd er buurtspraak gehouden in het koor van de Oude Kerk. Tegenwoordig is er een jaarlijkse buurtspraak op de derde donderdag in september op wisselende locaties. Alle inwoners van Ede die binnen de historische grenzen van de buurt wonen en in het bezit zijn van een woning op eigen grond, of een bunder land, hebben inspraak.
Op 14 december 2018 werd de buurtspraak Ede-Veldhuizen opgenomen in de Inventaris Immaterieel Cultureel Erfgoed Nederland.
Andere buurschappen bij Ede waren: Doesburg en Manen.

## Demografische gegevens
Op een oppervlakte van 349 ha wonen 16.151 Edenaren in 6.596 woningen.
De bevolkingsdichtheid is 4615 per vierkante kilometer.
Het gemiddeld besteedbaar inkomen per huishouden bedraagt €28.100; per inwoner is dat €11.300.

## Straatnamen
Alle straten in Veldhuizen zijn genoemd naar Nederlandse kastelen en adellijke huizen. De doorgaande wegen waaraan geen bebouwing is, heten Kastelenlaan en Slotlaan. Langs deze wegen is de meeste hoogbouw van de wijk te zien. De straatnamen in de buurt Klaphek hebben te maken met de jacht, zoals Sint-Hubertus en de Jagermeester.

## Veldhuizen A
Veldhuizen A werd gebouwd in de jaren zestig en jaren zeventig, het is een wijk met veel goedkope (huur)woningen en relatief veel groen. Door de grootschalige opzet met ook veel hoogbouw is de wijk te vergelijken met de Bijlmermeer in Amsterdam. In oktober 2008 is een zestal flats gesloopt voor de aanleg van het nieuwe woningproject "Het Nieuwe Landgoed". In mei 2009 is de sloop afgerond en in mei 2010 zijn de eerste koopwoningen aan de Lunenburg opgeleverd.
De straatnamen in Veldhuizen A eindigen op ...burg, ...horst en ...stein. De wijk is op basis van deze benamingen onderverdeeld in drie buurten:
| Buurt      | Inwoners | Oppervlakte km2 |
| ---------- | -------- | --------------- |
| De Burgen  | 1860     | 0,34            |
| De Horsten | 2390     | 0,28            |
| De Steinen | 2470     | 0,47            |

Ontsluitende straten zijn de Kranenburg, de Hogerhorst, de Goudenstein en de Loevenstein.
In de loop der jaren werd de leefsituatie minder prettig. Door minder sociale controle nam het gevoel van onveiligheid toe. Tevens werd de bevolkingsopbouw steeds eenzijdiger. Daarom werd er een herstructureringsplan gemaakt. Daarin werd onder andere besloten dat de hoogbouw aan de rand van de wijk zou worden gesloopt.
Op 5 september 2008 besloot burgemeester Cees van der Knaap, na overleg met de politie en het Openbaar Ministerie (OM), om voor een periode van 6 maanden een samenscholingsverbod in te voeren in de wijk. Dit om overlast door Marokkaanse jongeren tegen te gaan. Dat gebeurde opnieuw op 3 mei 2016.

## Veldhuizen B
Veldhuizen B werd gebouwd in de jaren zeventig en tachtig vorige eeuw. De straatnamen in Veldhuizen B eindigen op -daal, -veld, -beek en -hof. Deze wijk is op basis hiervan onderverdeeld in drie buurten:
| Buurt              | Inwoners | Oppervlakte km2 |
| ------------------ | -------- | --------------- |
| De Hoven           | 2530     | 0,41            |
| De Dalen           | 2270     | 0,74            |
| De Velden en Beken | 2455     | 0,96            |

Straten die grenzen tussen de verschillende buurten vormen, zijn bijvoorbeeld de Hofbeeklaan en de Veldbeeklaan. Andere belangrijke ontsluitende straten zijn Grootveld, Liebeek en Heyendaal.

## Klaphek
De buurt Klaphek ligt ten zuiden van Veldhuizen en is meer georiënteerd op Ede-West. Deze buurt wordt begrensd door de Veenderweg in het noorden, de Klaphekweg in het oosten, de spoorlijn Arnhem-Utrecht in het zuiden en de Kastelenlaan in het westen. Langs de Kastelenlaan staan kenmerkende terrasflats. Een groot gedeelte van de buurt is bedrijventerrein.
| Buurt   | Inwoners | Oppervlakte km2 |
| ------- | -------- | --------------- |
| Klaphek | 1990     | 0,35            |

De straatnamen in deze buurt hebben te maken met de jacht; bijvoorbeeld Sint Hubertus, Wildforster en Jagermeester.

## Voorzieningen
- All-in sportcentrum Tesqua
- Publieksboerderij 'De Proosdij'
- Victoria Vesta park (Proosdij park)
- Veldhuizerbos
- Winkelcentrum Bellestein
- Zwembad De Peppel - Thuisbasis van de Polar Bears
- Sportpark Inschoten
- Squash Ede, Peppelensteeg
- Al Mouahidin-moskee
- Kerkelijk centrum De Open Hof
- Kerkelijk centrum De Ark